# Biserica evanghelică din Dorolea

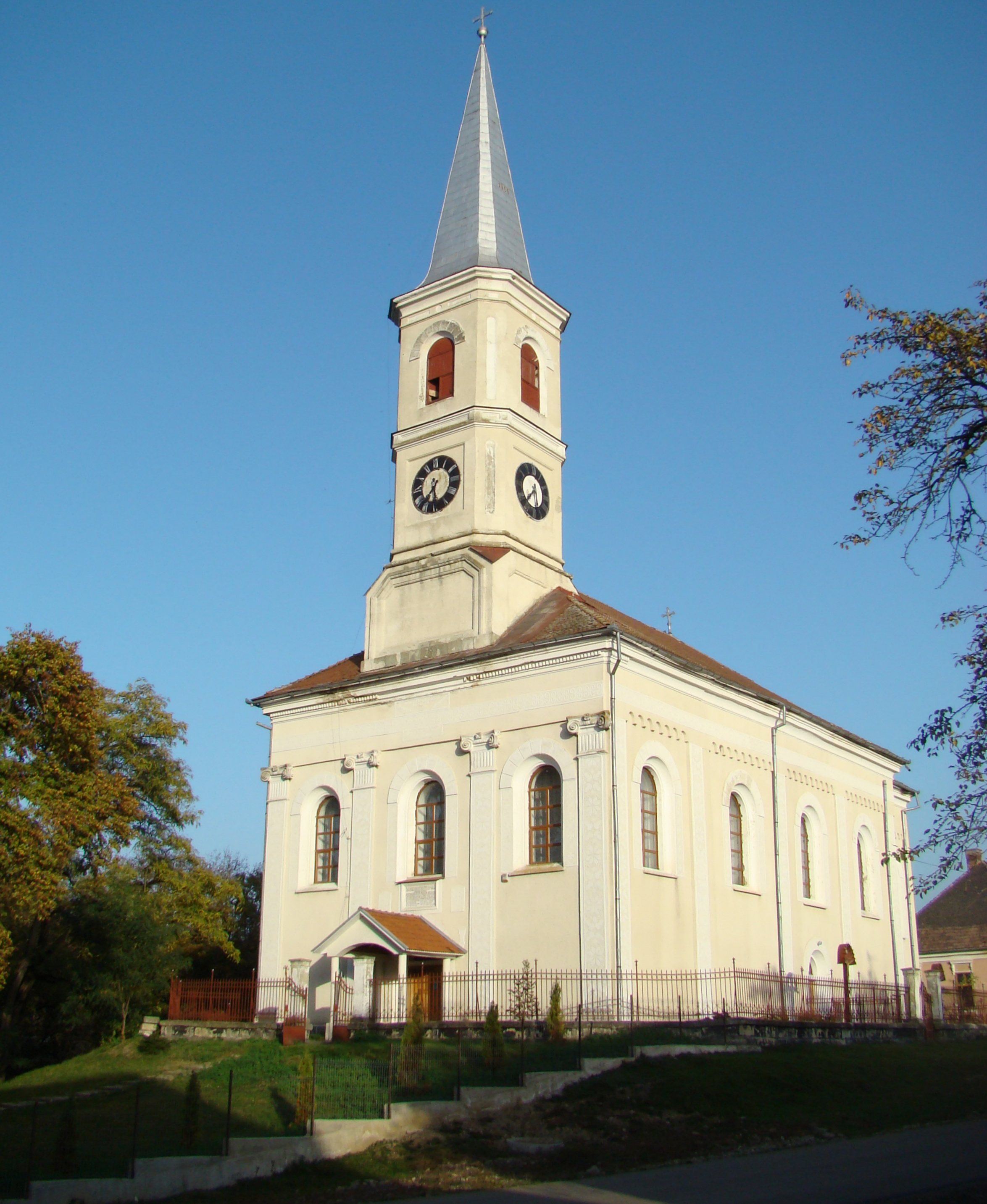
Biserica evanghelică din Dorolea, comuna Livezile, județul Bistrița-Năsăud, foto: octombrie 2014.

Biserica evanghelică din Dorolea, comuna Livezile, județul Bistrița-Năsăud, a fost construită în secolul al XIX-lea. Figurează pe lista monumentelor istorice 2015, cod LMI BN-II-m-B-01648. 

## Localitatea
Dorolea (în dialectul săsesc Bästärz, în germană Klein-Bistritz, Kleinbistritz, în maghiară Aszúbeszterce, Kisbeszterce) este un sat în comuna Livezile din județul Bistrița-Năsăud, Transilvania, România.
Localitatea apare în documente la 1332 în registrele de dări ale parohiilor catolice din Transilvania, când la Arida Bystricia, prima formă sub care satul este menționat, era preot Hermann. 
Păstrează încă fronturi compacte de case ridicate în ultima treime a secolului al XIX-lea și începutul secolului al XX-lea, fiind păstrat aici cel mai coerent ansamblu arhitectural săsesc din regiune. 

## Biserica

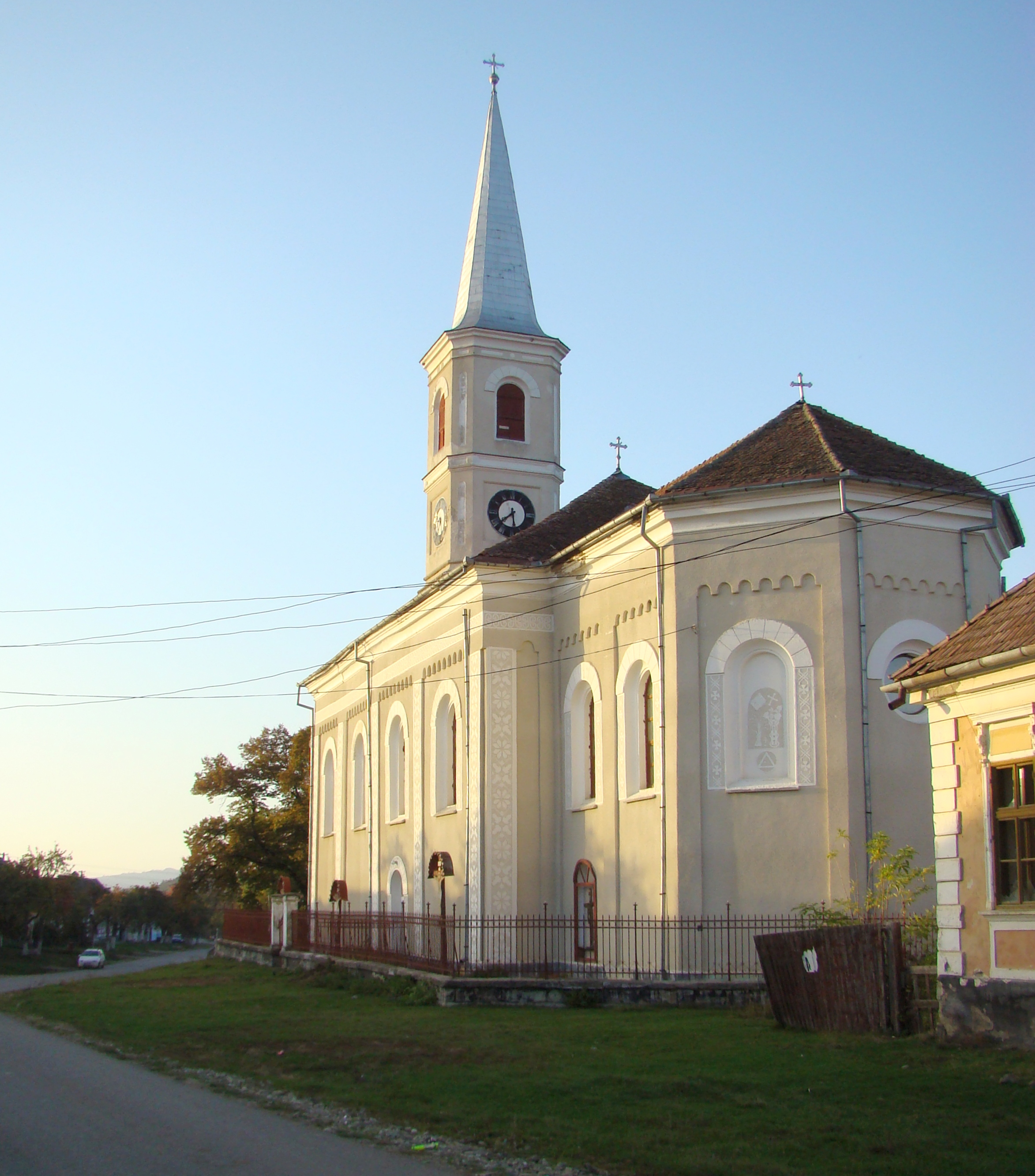
Biserica (sud-est)

Biserica a fost construită între anii 1858-1861, în vecinătate se află școala din 1892 și sala comunală din 1906, precum și casa parohială din secolul XVIII, renovată în 1881.
După exodul sașilor transilvăneni, biserica a fost cumpărată de comunitatea ortodoxă, modificată la interior conform cerințelor cultului ortodox și a primit hramul „Pogorârea Sfântului Duh”.

## Imagini

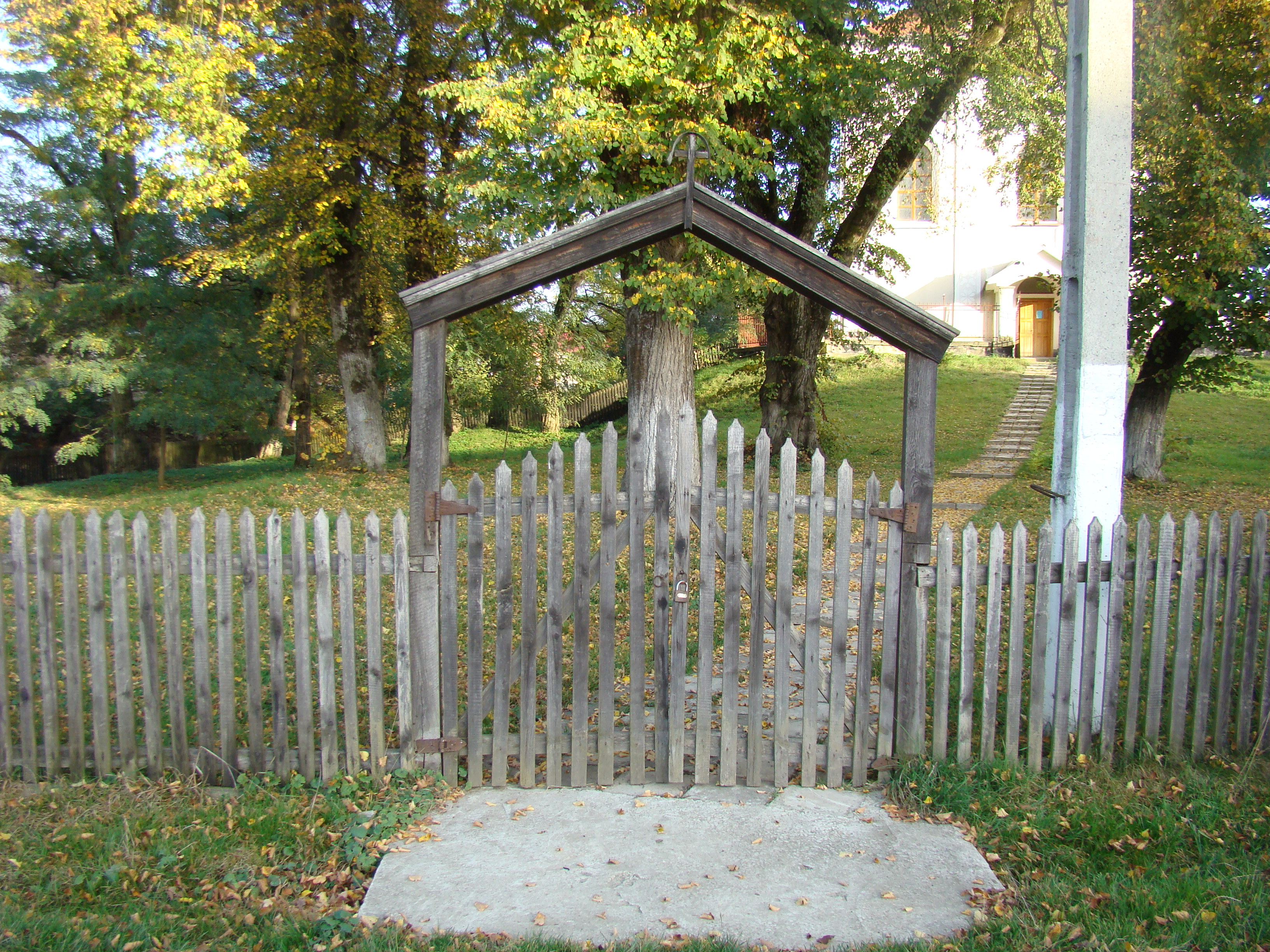
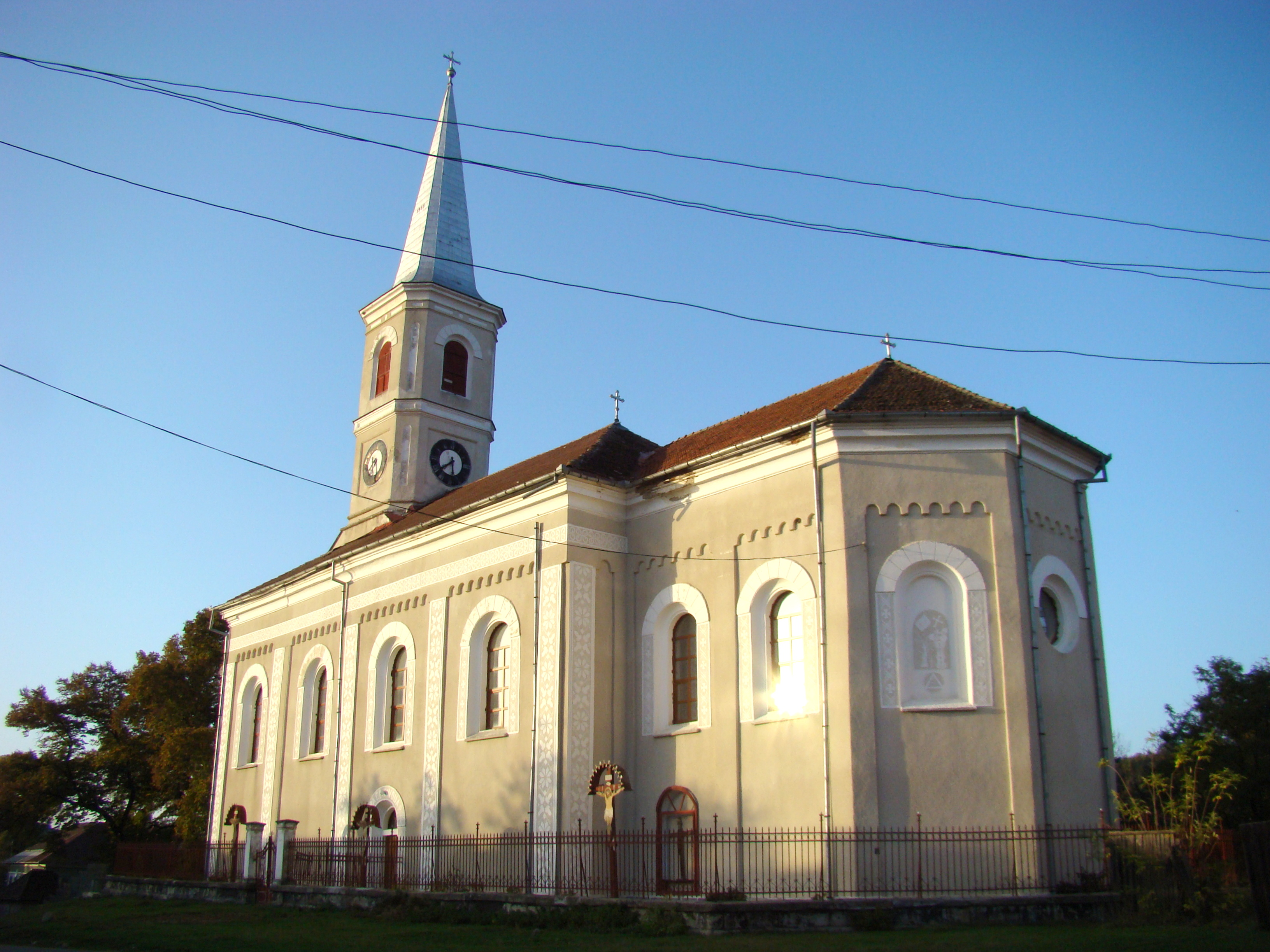
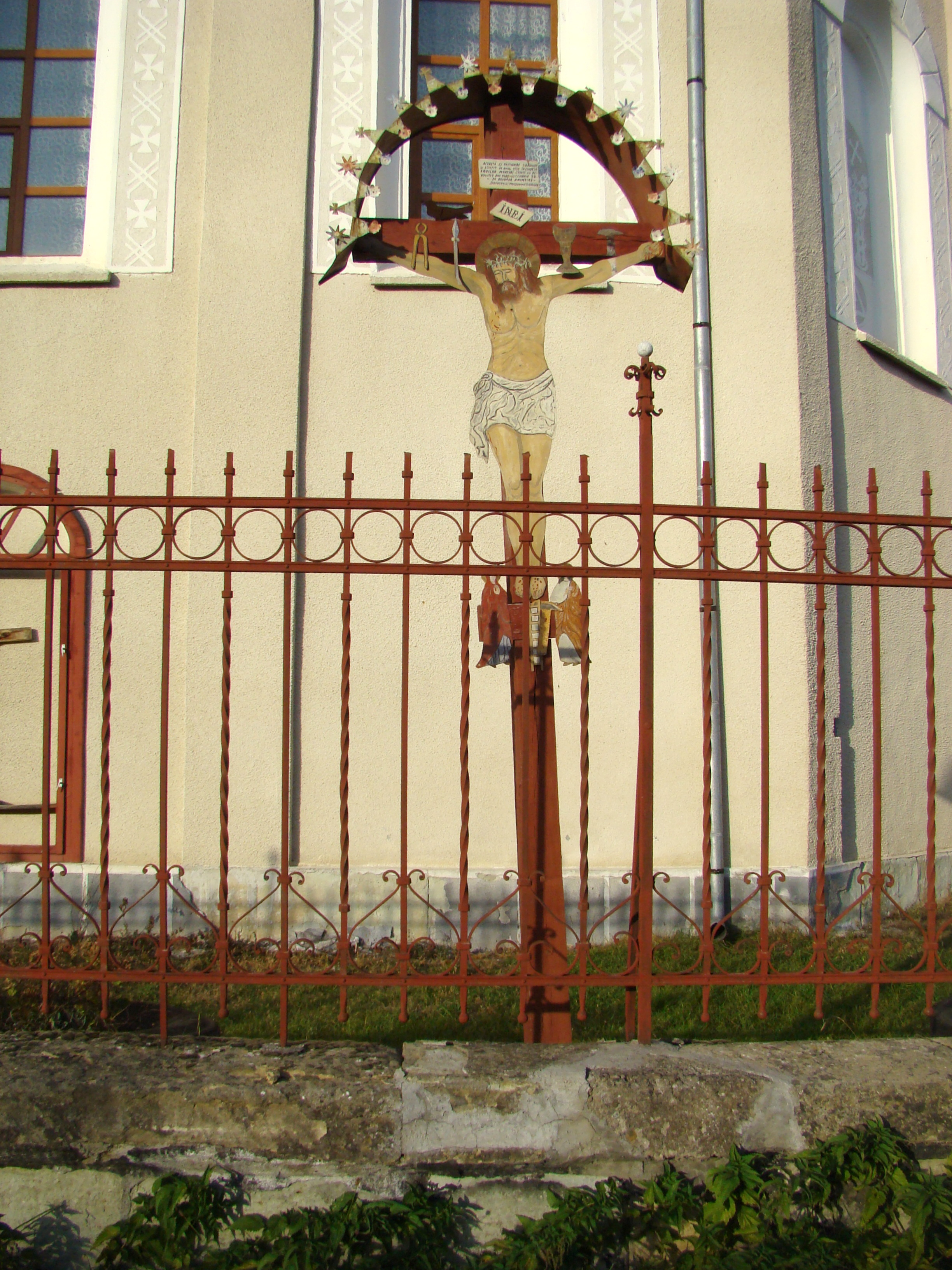